# Trophäe

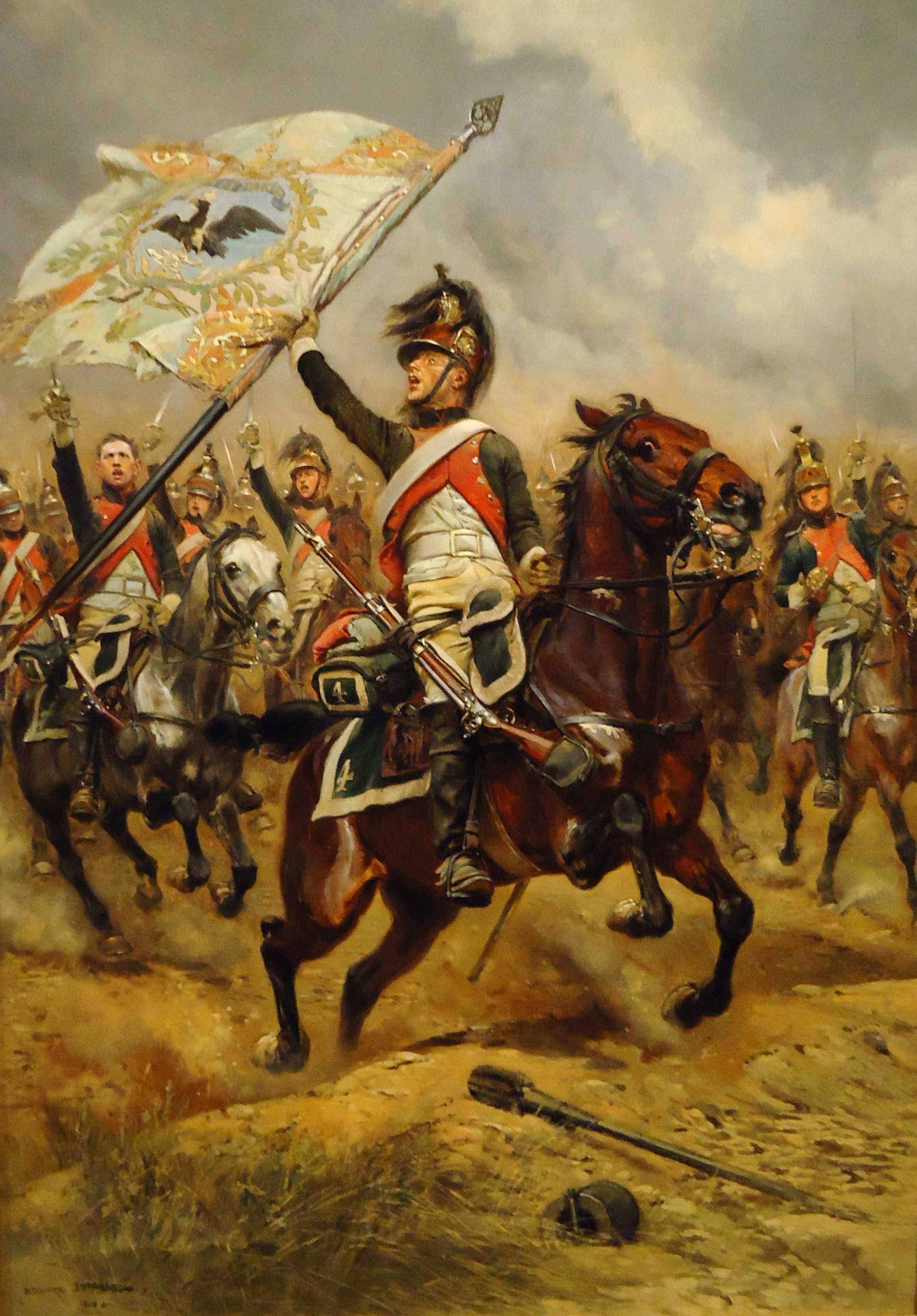
Dragoner Napoleons mit erbeuteter preußischer Regimentsfahne in der Schlacht bei Jena am 14. Oktober 1806 (Gemälde „Le Trophee“ von Edouard Detaille aus dem Jahr 1898)

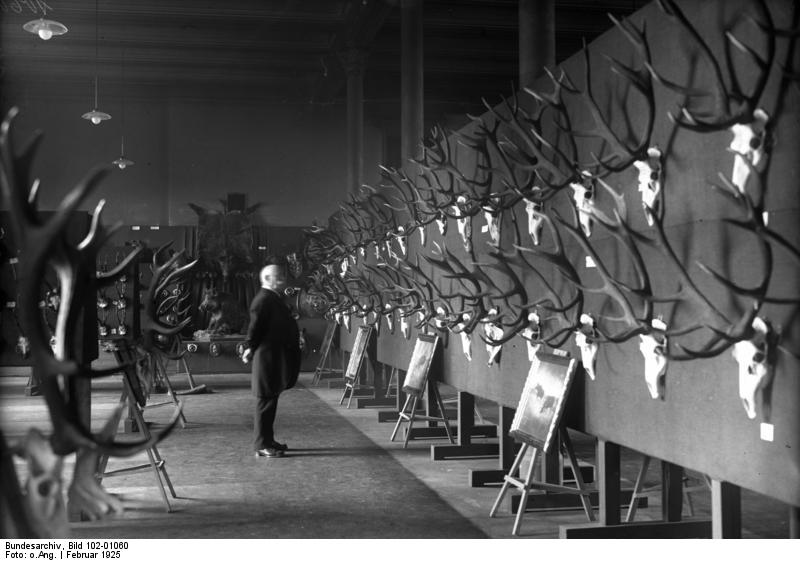
Eröffnung der dritten deutschen Jagdausstellung im Museum für Naturkunde, Berlin 1925

Rabih az-Zubayrs Kopf nach der Schlacht 1900

Eine Trophäe (von griechisch τρόπαιον tropaion „Siegeszeichen“) ist ein Objekt, das als Zeichen des Triumphes dient, dieser kann über eine Person, ein Tier (Jagdtrophäe) oder eine Sache, aber auch bei der Abwendung eines Risikos oder einer Bedrohung erreicht sein.

## Trophäenarten

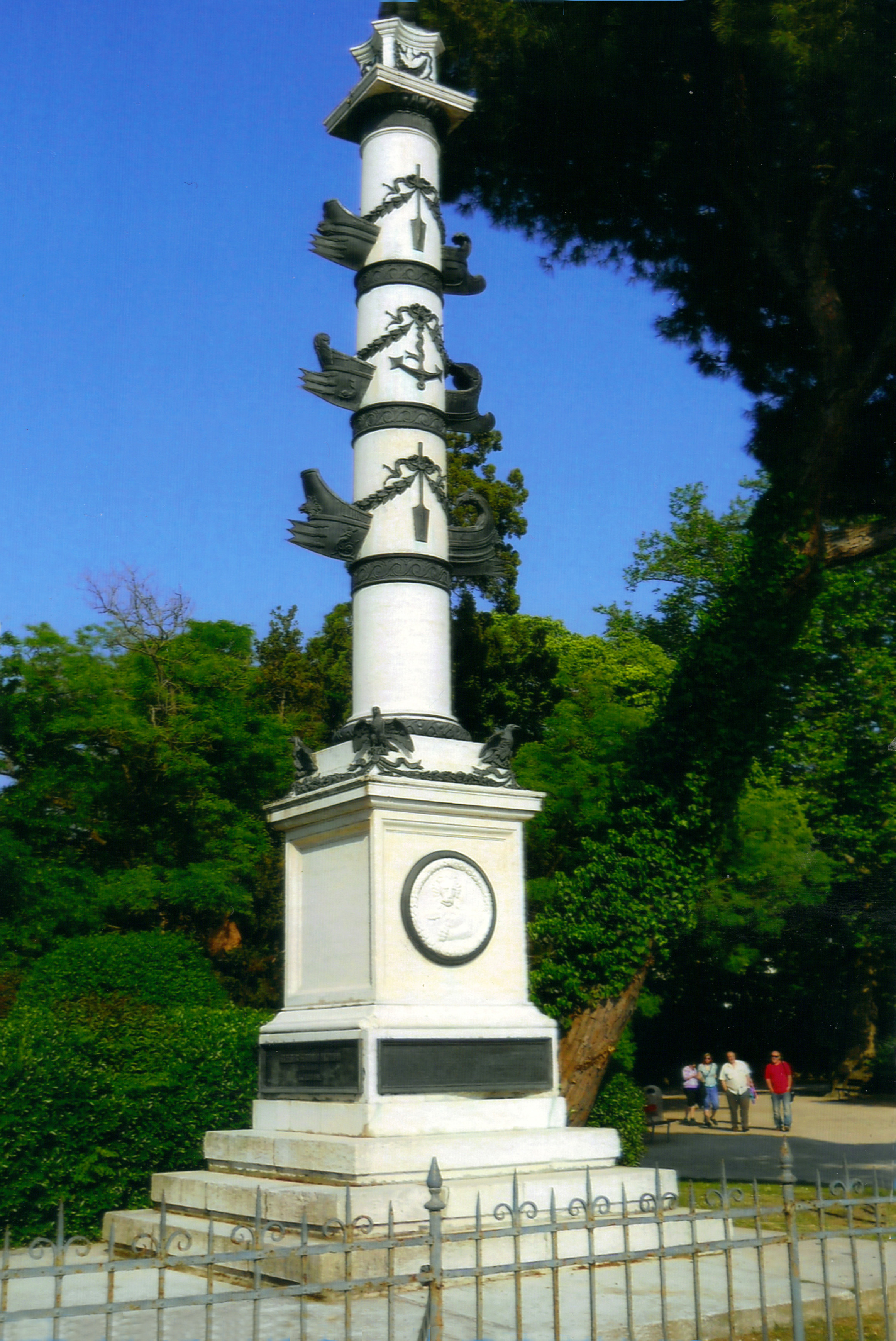
Columna rostrata der österreichischen Marine für Vizeadmiral Erzherzog Ferdinand Maximilian im Kriegshafen Pola, nach 1918 als Trophäe transferiert nach Venedig

Entsprechend der Breite des Triumphierens können Trophäen der Art nach unterschiedlich sein. Beim Sieg über Gegner sind es erbeutete, feindliche Waffen, Schiffsteile, Flaggen oder Kulturgüter in den Händen des Siegers. Als Jagdtrophäe kann es das Geweih eines erlegten Hirsches über dem Kamin des Waidmanns sein. Meyers Konversationslexikon von 1905 schreibt, dass Trophäen im „[…] Kampf eroberte Fahnen, Standarten und Geschütze, auch Zusammenstellungen von Waffen als Schmuck von Zeughäusern […]“ sein können. Das Erbeuten feindlicher Besitztümer als Siegeszeichen stellt einen Archetypus dar, der selbst in der Kopfjagd zu finden ist, die verschiedene Ethnien als Initiationsritual vorschreiben. Hierzu zählen der Keltische Kopfkult ebenso wie die Schrumpfköpfe (tsantsa) der südamerikanischen Shuar. Die Kopf-Trophäe repräsentiert insofern den besiegten Gegner. Die Trophäe erfuhr für bestimmte Zwecke eine symbolhafte Aufladung, z. B. als Skalp oder Schädel (siehe Tzompantli) bei den nord- oder mesoamerikanischen Indianern, oder als abgeschnittene Nase bei den Japanern (siehe Mimizuka). Im Alten Testament werden feindliche erbeutete Vorhäute als Trophäe erwähnt (1 Sam 18,24-27 ). Im Sport kann die Trophäe aus einem errungenen Titel, einer Siegerurkunde oder einem gewonnenen Pokal bestehen.

## Geschichte
Der Trophäe liegt der altgriechische Begriff tropaion (pl. tropaia; lat. tropaeum) zugrunde, ein antikes Siegeszeichen, das die griechischen Feldherren nach Bezwingen der Feinde auf dem Schlachtfeld aufstellten. Es bestand aus einem Gerüst, an dem Waffen und Rüstzeug der Unterjochten so aufgehängt wurden, wie sie auch bei einem Hopliten (Fußsoldaten) zu sehen waren. Ab dem 5. Jahrhundert v. Chr. wurde das ‚tropaion‘ in die Kunst übernommen und zierte Münzen, Reliefs und weitere Kunsterzeugnisse und gestaltet als Panoplie. Im Imperium Romanum wurde das Siegeszeichen zum wichtigen Symbol, doch mit dem Niedergang des Römischen Reiches ging das tropaion in seiner ursprünglichen Gestalt verloren.
Siegestrophäen waren seither die gegnerischen Feldzeichen, Wimpel und Fahnen. Nicht nur bei barbarischen Völkern wurden die abgeschlagenen Häupter der Feinde auf lange Stangen gespießt und als Trophäe betrachtet. Später eroberten in den Türkenkriegen österreichische Truppen die Schellenbäume der Janitschareneinheiten und trugen sie in Paraden voran.
Bis ins 20. Jahrhundert zählten außerdem die Kunstgegenstände der Besiegten zu den Kriegstrophäen. Für viele europäische Mächte gehörte es zur imperialen Machtdemonstration, erbeutete Kulturgüter zu sammeln und triumphal zu inszenieren.

## Behandlung
Trophäen werden anderen immer voller Stolz präsentiert. Ob sie wie früher an Burgmauern oder Häusern befestigt wurden, um auch dem gemeinen Volke einen Eindruck von der Stärke seines Besitzers zu vermitteln oder auch nur zu suggerieren, oder ob sie in speziell dafür angefertigten Vitrinen in öffentlichen Einrichtungen, in Schulen und Kirchen ausgestellt werden, ihr Zweck ist die Darstellung von Macht und Stolz. In Schlössern und Herrenhäusern gibt es Trophäenzimmer, welche die Jagdbeute in Form von Geweihen, Tierköpfen, Stoßzähnen, Elefantenfüßen oder Fischgebissen zur Schau stellen.
Bei sportlichen Veranstaltungen zielen seit geraumer Zeit Fangruppen unterschiedlicher Vereine oder Länder darauf ab, von gegnerischen Anhängern Trophäen in Form von Schals und Kutten oder Vereinsfahnen zu erobern. Dabei werden körperliche Auseinandersetzungen nicht gescheut. Die erbeuteten Gegenstände werden meist unter Gejohle verbrannt, um die Überlegenheit des eigenen Vereins zu symbolisieren. Im Gegensatz zum sportlichen Kämpfer mit seinem auf dem Spielfeld errungenen Pokal muss sich der Fan auf der Nebenkampffläche versorgen. Souvenirs stehen im Gegensatz zu „erbeuteten“ Trophäen, da sie überall und stets käuflich erworben werden können.